# Cotton Eye Joe
Cotton Eye Joe è il primo singolo del gruppo musicale svedese Rednex, pubblicato il 2 agosto 1994.
È stato pubblicato anche negli Stati Uniti d'America l'anno seguente.

## Descrizione e pubblicazione
Il brano, ispirato al brano tradizionale country Cotton-Eyed Joe, è una novelty che presenta un connubio tra le tipiche sonorità eurodance in voga nel 1994 e gli elementi distintivi della musica country tanto da diventare, proprio a causa del tono country, un brano associato frequentemente agli Stati Uniti.
È stato scritto da Janne Ericsson, Örjan "Öban" Öberg e Pat Reiniz (e prodotto da Reiniz) e ha raggiunto una vasta popolarità, scalando le classifiche mondiali e ottenendo diverse prime posizioni.
Si tratta del più grande successo commerciale del gruppo, insieme al successivo Old Pop in an Oak.
Nel 1995, il brano è stato inserito nell'album di debutto del gruppo, Sex & Violins.
Un nuovo remix del brano è stato pubblicato come singolo nel 2002.
Il 17 Luglio 2023 lo youtuber Razioff pubblicò uno short dove canta una parodia intitolata GEGAGEDIGEDAGEDAGO e il 24 Maggio 2024 venne pubblicato un video con la parodia completa dal canale dei Rednex

## Tracce
CD-Maxi (ZYX 7380-8 / EAN 0090204248926)
CD-Maxi (Jive 74321 22154 2 (Zomba)
1. Cotton Eye Joe (Original Single Version) - 3:20
2. Cotton Eye Joe (Madcow Mix) - 4:46
3. Cotton Eye Joe (Madcow Instrumental) - 4:46
4. Cotton Eye Joe (Overworked Mix) - 6:20
5. Cotton Eye Joe (Original Instrumental) - 3:08

## Classifiche
| Classifica (1994/1995) | Posizione raggiunta |
| ---------------------- | ------------------- |
| Regno Unito            | 1                   |
| Svizzera               | 1                   |
| Austria                | 1                   |
| Olanda                 | 1                   |
| Svezia                 | 1                   |
| Norvegia               | 1                   |
| Italia                 | 1                   |
| Nuova Zelanda          | 1                   |
| Australia              | 8                   |
| Canada                 | 10                  |
| Francia                | 10                  |
| Stati Uniti            | 25                  |